# Red Wine River
Red Wine River är ett vattendrag i Kanada.   Det ligger i provinsen Newfoundland och Labrador, i den östra delen av landet, 1 400 km nordost om huvudstaden Ottawa.
I omgivningarna runt Red Wine River växer i huvudsak barrskog. Trakten runt Red Wine River är nära nog obefolkad, med mindre än två invånare per kvadratkilometer.